# ロマーリオ
ロマーリオ・ジ・ソウザ・ファリア（Romário de Souza Faria、1966年1月29日 - ）は、ブラジル・リオデジャネイロ出身のサッカー選手。政治家。ポジションはフォワード。1980年代後半から1990年代を代表するストライカーの一人。身長167cm、体重70kg。
ブラジル上院議員を務めていたが、2024年4月18日、58歳にして現役復帰した。息子との共演を望んでおり、リーグ戦の出場はしないとしている。
日本では一般的にロマーリオと多く表記されるが、彼の母語であるブラジルポルトガル語では、冒頭の Ro はホと読む場合も多い（地域・年齢などで異なる）。そのため現地リオの発音にしたがってホマーリオなどと表記される場合もある。
長男はサッカー選手で日本のツエーゲン金沢でもプレー経験のあるロマリーニョ。

## クラブ経歴
リオで塗装職人の長男として誕生、名前の由来は著名なテレビ番組の登場人物に由来している。ジャカレジーニョ地区で育つが、小児喘息持ちで体の弱い子供であった。9歳の時にエストレリーニャというクラブに入り、13歳でヴァスコ・ダ・ガマからも注目されたが、余りに背が小さいことが災いして獲得は見送られた。その後入団した2部のオラーリでの活躍でヴァスコ入団を果たした。

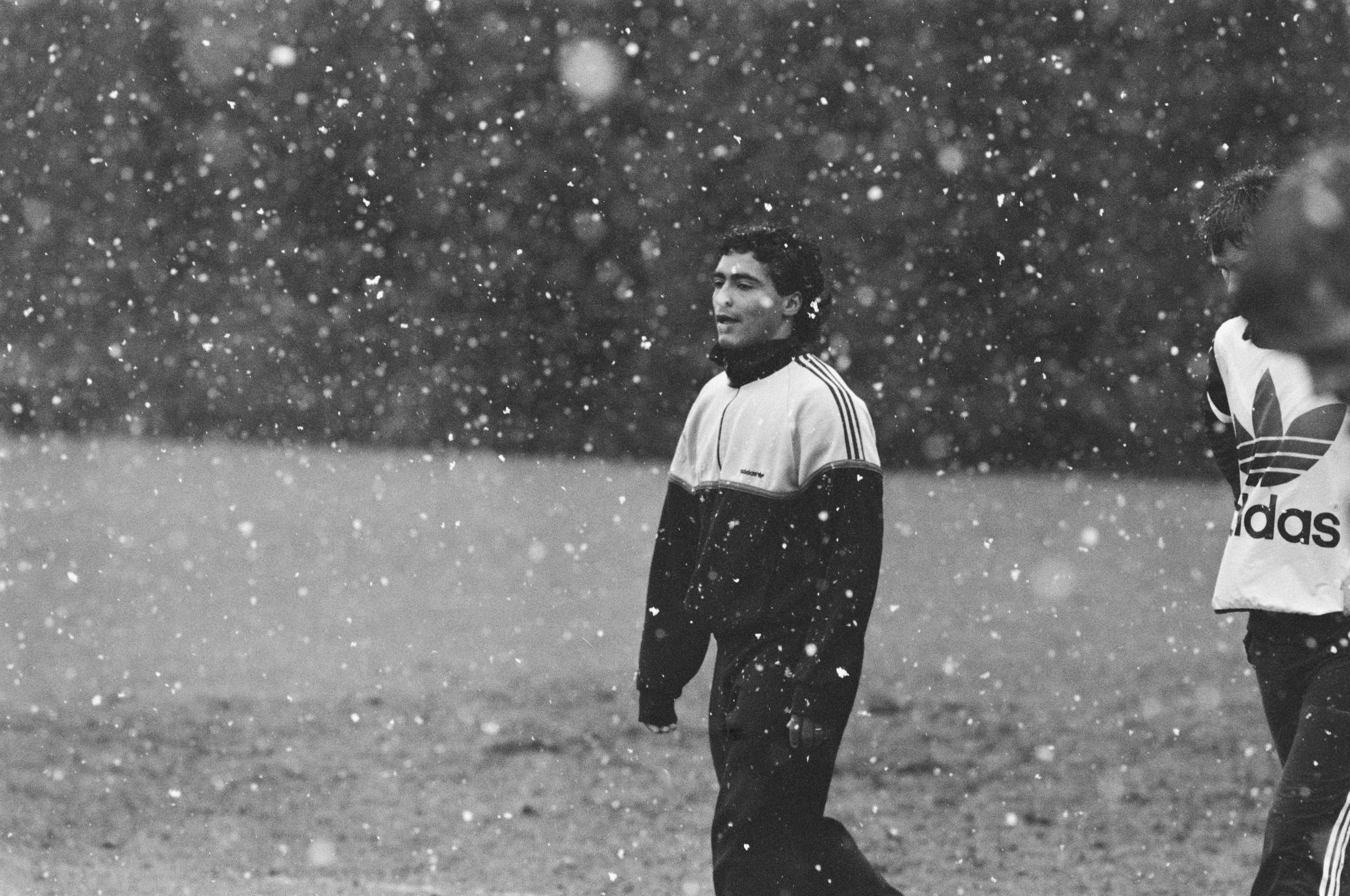
PSVで練習するロマーリオ (1989年)

1988-89シーズンPSVに移籍すると、シーズン中3度ハットトリックを決め、同シーズン12月11日開催のインターコンチネンタルカップ、ナショナル戦でもゴールを決め、在籍中は2度UEFAチャンピオンズリーグで得点王になるなど頭角を現した。
1993-94シーズンよりスペイン・FCバルセロナに移籍、再びロナルド・クーマンとチームメートとなった。「ここではフリスト・ストイチコフとは良好な関係を築いた。9月5日デビュー戦となったレアル・ソシエダ戦でハットトリックを達成した。数試合連続で得点できないこともあったが、10月30日のアトレティコ・マドリード戦、1994年1月の対レアル・マドリード戦、2月19日のオサスナ戦、3月12日のアトレティコ・マドリード戦でもハットトリックを達成するなど出場33試合で30ゴールという決定力を発揮して得点王を獲得、リーグ最終節のセビージャ戦では決勝ゴールを決めて、この結果首位のデポルティーボが引き分けたため、逆転でリーグ優勝を果たした。「30ゴールを決めて見せる」と公約を掲げ、最終的に入団時に宣言したシーズン30ゴールを達成した。しかしチャンピオンズリーグでは10試合2ゴールと振るわず、決勝ではACミランに0-4と敗れた。1994-95シーズンは不調でベンチに座ることもありシーズン途中にバルセロナを退団し、フラメンゴに移籍した。
フラメンゴでプレーしていた1998年初頭、ブラジル国内では、ヴェルディ川崎からの高額オファーに本人も移籍に前向きで、同年のワールドカップ終了後に移籍するのではないかと報じられていた。また、2001年にはヴェルディが川崎から東京に移転するにあたり、観客を呼べるスター選手として獲得に動き、本人も1年限定でのプレーという形で前向きに検討していたとされるが、東京への移転に多額の費用が必要であったことから、本格的な交渉が始まる寸前にヴェルディの親会社からヴェルディフロントに獲得NGが言い渡され、移籍は消滅した。
2000年にはクラブ世界選手権を皮切りに5つの大会で得点王となり、ブラジルサッカー界の混乱が生み出した過密日程もあり、代表戦を含めて公式戦73試合で72ゴールという成績を残した。
2004年にフルミネンセFCを解雇されたが、その後に自らがデビューしたCRヴァスコ・ダ・ガマに移籍。2005年ブラジル全国選手権セリエAで22得点を決め、得点王に輝いた。2005年末までの現役続行の予定だったが、米国下位リーグのマイアミFCに移籍し、現役を続けることになった。マイアミでは19得点を上げ、リーグの得点王になる活躍を見せた。その後、オーストラリアAリーグのアデレード・ユナイテッドFCに、リーグ戦4試合限定の「ゲストプレーヤー」として移籍することが決定。前所属のマイアミFCとの親善試合なども契約に含まれている。
2007年から再び古巣のヴァスコ・ダ・ガマに復帰。1年間の内に2度移籍をしてはいけないというFIFAの規定によってFIFA側はその移籍を正式には認めていなかったが、ヴァスコ・ダ・ガマは「アデレード・ユナイテッド在籍は『招待』であり『移籍』ではない」と言う主張を掲げチームに帯同させ、試合にも出場させている。ちなみにその復帰初戦では、10分間でハットトリックを達成している。
なお、ロマーリオは、ペレに次ぐ世界2人目（アルツール・フリーデンライヒを含めれば3人目）の1,000ゴールをマークしている。1,000ゴール目は2007年5月20日の全国リーグ・スポルチ・レシフェ戦でのペナルティーキック。1,000ゴール達成で引退するのではという噂もあったが、その後もプレーを続けて、さらにゴールを重ねた。
これまで幾度となく引退をほのめかしその度に発言を撤回しプレーし続けてきたが、2008年4月、プロキャリアでの911ゴールを収録したオフィシャルDVDの発売記念会見の場で「これは公式のアナウンスである。私はもうプレーしない」と、これまでの引退宣言とは一線を画し正式に引退する意思がある事を表明した。自身がプレーしたヴァスコ・ダ・ガマ、フルミネンセ、フラメンゴによる3クラブ共催の試合がエスタジオ・ド・マラカナンで予定されており、この試合で現役を引退することが伝えられた。
しかし、2009年11月にはリオデジャネイロ州選手権2部のアメリカFCで、試合に出場した。

## 代表経歴
1987年5月23日のアイルランド戦で代表デビューを飾るとレギュラーの座を掴み、1988年にオリンピックブラジル代表としてソウルオリンピック準優勝、1989年にはコパ・アメリカ優勝に貢献した。
しかし1990年のワールドカップ・イタリア大会ではカレカ、ミューレルらのライバルにポジションを奪われ、1次リーグ最終戦のスコットランド戦、1試合出場に終わった。
ワールドカップ・アメリカ大会予選中、レギュラーとしてプレー出来ないならと代表招集を拒否していたが、ミューレルが負傷したことで、代表に複帰し、ワールドカップへの出場をかけて行われた、南米予選最終戦のウルグアイ戦で2ゴールを決めて本大会出場に貢献、本大会ではグループリーグで3ゴールを決め、準々決勝のオランダ戦では先制ゴール、準決勝のスウェーデン戦で決勝ゴールを決めるなど、フリスト・ストイチコフに1点差で得点王のタイトルを逃したが、5得点を上げてブラジルの4度目の優勝に貢献。同大会のMVPと同年のFIFA最優秀選手に選出された。
1998年のワールドカップ・フランス大会は直前の怪我のために出場が叶わず、ブラジル代表は決勝でエース・ロナウドの不調が響きフランスに0-3で敗れ準優勝に終わった。
2002年の日韓共催ワールドカップでは地区予選で第八節のボリビア戦で3得点、第九節のベネズエラ戦で4得点を挙げるなど、リバウドと共にチーム最多の8得点だったが、本大会のメンバー選考でルイス・フェリペ・スコラーリ監督の構想から外れた。
2004年、ブラジル代表からの引退を表明。ホルヘ・カンポスと合同で代表引退試合を行った。
2005年、前年すでに代表引退試合を行っているにもかかわらず、1試合限りで代表に復帰した。試合前の宣言通り、有終の美となるゴールを決めて代表から引退した。

## 政治家として
2010年10月、ブラジル下院議員選挙にリオデジャネイロ州選挙区から立候補し、146,000票の得票で当選を果たした。
2014年10月、ブラジル上院議員選挙に当選、同月からはアメリカFCの会長に就任した。

## 1,000ゴール
ロマーリオは2007年5月20日のスポルチ・レシフェ戦で自称「1,000ゴール」を記録している。これについて「自己申告による1,000ゴール」と報道される場合もあったが、これは正しくなく、ロマーリオが公認する1,000ゴールは全て試合日と対戦相手が判明している。
1,000ゴールの内訳はユース以下の選手として77ゴール、プロの選手として923ゴールとなっている。しかし、ロマーリオ自身は通算ゴールに入れていないが、確認されているゴールもあり、Rec.Sport.Soccer Statistics Foundationによるとロマーリオがプロとして記録したゴール数は968である。
従って、確認されているもののロマーリオ自身が数えなかったゴールを加えれば、ロマーリオのゴール数は増え「1,000ゴール」をもっと早く記録していたことになる。なお、これらのゴール数には親善試合や公式戦以外の試合で記録したものも含まれているが、これはペレをはじめ1,000ゴール以上を記録している選手に共通していることである。
公式戦でのゴール数に限ればロマーリオはペレを超えており、確認できる選手としては史上最多である。

## 個人成績
| 年度    | 国             | クラブ             | 1部リーグ | 1部リーグ | 国内カップ | 国内カップ | 国際カップ | 国際カップ | その他 | その他 | 期間通算 | 期間通算 |
| 年度    | 国             | クラブ             | 試合      | 得点      | 試合       | 得点       | 試合       | 得点       | 試合   | 得点   | 試合     | 得点     |
| ------- | -------------- | ------------------ | --------- | --------- | ---------- | ---------- | ---------- | ---------- | ------ | ------ | -------- | -------- |
| 1985    | ブラジル       | ヴァスコ・ダ・ガマ | 7         | 0         |            |            |            |            | 21     | 11     | 28       | 11       |
| 1986    | ブラジル       | ヴァスコ・ダ・ガマ | 23        | 9         |            |            |            |            | 25     | 20     | 48       | 29       |
| 1987    | ブラジル       | ヴァスコ・ダ・ガマ | 17        | 8         |            |            |            |            | 24     | 16     | 41       | 24       |
| 1988    | ブラジル       | ヴァスコ・ダ・ガマ |           |           |            |            |            |            | 24     | 16     | 24       | 16       |
| 1988-89 | オランダ       | PSV                | 25        | 19        | 3          | 4          | 5          | 3          |        |        | 33       | 26       |
| 1989-90 | オランダ       | PSV                | 20        | 23        | 2          | 2          | 4          | 6          |        |        | 26       | 31       |
| 1990-91 | オランダ       | PSV                | 25        | 25        | 2          | 5          | 2          | 0          |        |        | 29       | 30       |
| 1991-92 | オランダ       | PSV                | 14        | 9         | 1          | 0          | 2          | 0          | 1      | 0      | 18       | 9        |
| 1992-93 | オランダ       | PSV                | 26        | 22        | 1          | 3          | 9          | 7          | 1      | 0      | 37       | 32       |
| 1993-94 | スペイン       | バルセロナ         | 33        | 30        | 2          | 0          | 10         | 2          | 2      | 0      | 47       | 32       |
| 1994-95 | スペイン       | バルセロナ         | 13        | 4         |            |            | 5          | 3          | 1      | 0      | 19       | 7        |
| 1995    | ブラジル       | フラメンゴ         | 16        | 8         | 5          | 1          | 4          | 2          | 22     | 26     | 47       | 37       |
| 1996    | ブラジル       | フラメンゴ         | 3         | 0         | 5          | 1          |            |            | 29     | 32     | 37       | 33       |
| 1996-97 | スペイン       | バレンシア         | 5         | 4         |            |            |            |            |        |        | 5        | 4        |
| 1997    | ブラジル       | フラメンゴ         | 4         | 3         | 8          | 7          |            |            | 24     | 25     | 36       | 35       |
| 1997-98 | スペイン       | バレンシア         | 6         | 1         | 1          | 1          |            |            |        |        | 7        | 2        |
| 1998    | ブラジル       | フラメンゴ         | 20        | 14        | 4          | 6          | 3          | 4          | 13     | 11     | 40       | 35       |
| 1999    | ブラジル       | フラメンゴ         | 18        | 12        | 7          | 7          | 8          | 8          | 21     | 20     | 54       | 47       |
| 2000    | ブラジル       | ヴァスコ・ダ・ガマ | 27        | 19        | 2          | 1          | 15         | 14         | 27     | 31     | 71       | 65       |
| 2001    | ブラジル       | ヴァスコ・ダ・ガマ | 19        | 22        |            |            | 9          | 5          | 11     | 13     | 39       | 40       |
| 2002    | ブラジル       | ヴァスコ・ダ・ガマ |           |           | 7          | 5          |            |            | 18     | 21     | 25       | 26       |
| 2002    | ブラジル       | フルミネンセ       | 26        | 16        |            |            |            |            |        |        | 26       | 16       |
| 2003    | ブラジル       | フルミネンセ       | 21        | 13        |            |            |            |            | 4      | 5      | 25       | 18       |
| 2003    | カタール       | アル・サッド       | 3         | 0         |            |            |            |            |        |        | 3        | 0        |
| 2004    | ブラジル       | フルミネンセ       | 13        | 5         | 2          | 2          |            |            | 9      | 6      | 24       | 13       |
| 2005    | ブラジル       | ヴァスコ・ダ・ガマ | 32        | 24        | 2          | 1          |            |            | 10     | 7      | 44       | 32       |
| 2006    | ブラジル       | ヴァスコ・ダ・ガマ |           |           | 1          | 3          |            |            | 10     | 6      | 11       | 9        |
| 2006    | アメリカ       | マイアミ           |           |           | 1          | 0          |            |            | 25     | 19     | 26       | 19       |
| 2006    | オーストラリア | アデレード・U      | 4         | 1         |            |            |            |            |        |        | 4        | 1        |
| 2007    | ブラジル       | ヴァスコ・ダ・ガマ | 6         | 3         | 3          | 2          | 1          | 0          | 9      | 10     | 19       | 15       |
| 2009    | ブラジル       | アメリカ           |           |           |            |            |            |            | 1      | 0      | 1        | 0        |
| 総通算  | 総通算         | 総通算             | 426       | 294       | 59         | 51         | 77         | 54         | 332    | 295    | 894      | 694      |

## 代表歴

### 出場大会
- ブラジルU-20代表 11試合11ゴール
- ブラジル五輪代表 8試合8ゴール
- ブラジル代表
  - 1990 FIFAワールドカップ
  - 1994 FIFAワールドカップ

### 試合数
- 国際Aマッチ 70試合 55得点（1987年-2005年）[18]

| ブラジル代表 | 国際Aマッチ | 国際Aマッチ |
| 年           | 出場        | 得点        |
| ------------ | ----------- | ----------- |
| 1987         | 6           | 4           |
| 1988         | 7           | 2           |
| 1989         | 11          | 4           |
| 1990         | 1           | 0           |
| 1991         | 0           | 0           |
| 1992         | 2           | 0           |
| 1993         | 1           | 2           |
| 1994         | 10          | 10          |
| 1995         | 0           | 0           |
| 1996         | 0           | 0           |
| 1997         | 17          | 19          |
| 1998         | 7           | 3           |
| 1999         | 0           | 0           |
| 2000         | 2           | 7           |
| 2001         | 5           | 3           |
| 2002         | 0           | 0           |
| 2003         | 0           | 0           |
| 2004         | 0           | 0           |
| 2005         | 1           | 1           |
| 通算         | 70          | 55          |

## 個人タイトル
- リオデジャネイロ州選手権得点王 : 1986, 1987, 1996, 1997, 1998, 1999, 2000
- オリンピックサッカー得点王 : 1988
- エールディヴィジ得点王 : 1988-89, 1989-90, 1990-91
- KNVBカップ得点王 : 1989, 1990
- UEFAチャンピオンズリーグ得点王 : 1989-90, 1992-93
- リーガ・エスパニョーラ得点王 : 1993-94
- リーガ・エスパニョーラ・最優秀南米選手 (EFEトロフィー) : 1994
- FIFAワールドカップ最優秀選手 : 1994
- オンズドール : 1994
- FIFA最優秀選手 : 1994
- FIFAコンフェデレーションズカップ得点王 : 1997
- Torneio Rio-São Paulo 得点王 : 1997, 2000
- コパ・ド・ブラジル得点王 : 1998, 1999
- 20世紀の偉大なサッカー選手100人 26位 : 1999
- コパ・メルコスール得点王 : 1999, 2000
- Copa João Havelange 得点王 : 2000
- ボーラ・ジ・オーロ : 2000
- 南米最優秀選手 : 2000
- カンピオナート・ブラジレイロ・セリエA得点王 : 2001, 2005
- FIFA 100 : 2004
- ゴールデンフット賞 (all time legend) : 2007